# Microcampylopus khasianus
Microcampylopus khasianus là một loài Rêu trong họ Dicranaceae. Loài này được (Griffiths) Giese & J.-P. Frahm mô tả khoa học đầu tiên năm 1986.